# Петровский, Кирилл Витальевич
Кирилл Витальевич Петровский (род. 25 апреля 1986, г. Архангельск) — российский хоккеист, игрок в хоккей с мячом, позиции на поле полузащитник, нападающий, мастер спорта России.

## Биография
В четыре года научился кататься на коньках, а в семь лет стал заниматься хоккеем с шайбой. Долгое время занимался сразу двумя видами спорта — хоккеем с шайбой и хоккеем с мячом, только в 13 лет сделал свой окончательный выбор в пользу русского хоккея. Воспитанник архангельской хоккейной школы, команды «Водник». В классе сильнейших дебютировал 29 ноября 2001 года во встрече «Водника» с оренбургским «Локомотивом». Свой первый гол в высшей лиге забил 24 ноября 2005 года в ворота кировской «Родины».
Выступал за команды: «Водник» Архангельск (2002—2003, 2005—2007, 2012—2013), «Север» (2003—2004), «ХИФК», Финляндия, (2004—2005), «Динамо-Москва» (2007—2012), «Динамо-Казань» (2013—2014), «СКА-Нефтяник» (2014—2017).

## Достижения
Серебряный призер юношеского турнира на призы главы администрации Архангельской области — 1999 г.

  Серебряный призер Всероссийского юношеского турнира «Vodnik open» — 2000 г.

  Бронзовый призер Первенства России среди юношей — 2003 г.

  Двукратный Чемпион мира среди юношей — 2002, 2003 гг.

  Обладатель Кубка мира 2007 г.

  Обладатель Champions cup — 2008 г.

  Пятикратный Чемпион России — 2008, 2009, 2010, 2012, 2017 гг.

  Серебряный призер чемпионата России 2011 г.

  Двукратный Бронзовый призер чемпионата России — 2014, 2016 г.

  Шестикратный Обладатель Кубка России — 2008, 2011 (весна), 2011 (осень), 2013, 2014, 2016 гг.

  Двукратный Обладатель Суперкубка России — 2015, 2017 гг.

 Двукратный Обладатель Кубка европейских чемпионов — 2008, 2009 г.
- Лучший бомбардир «Водника» сезонов 2005—2006, 2006—2007 г.
- Лучший бомбардир «СКА-Нефтяника» сезона 2014—2015 г.

## Характеристика
Игрок очень старателен, обладает хорошей техникой. Имеет необходимое голевое чутье. Правильно выбирает позицию, умеет вовремя открыться для приема мяча и завершить голевую комбинацию. Может и сам сделать своевременную передачу партнеру.
Дважды становился чемпионом мира в составе юношеской сборной России. Раскрылся как высококлассный нападающий в 2005 году, после ухода из «Водника» чемпионского состава. Два года подряд он становился лучшим бомбардиром архангельского клуба. В 2007 году он пополнил состав столичного «Динамо». В дальнейшем, выступая за динамовские клубы Москвы и Казани, а также армейцев Хабаровска, он становился многократным чемпионом России и призером чемпионата страны, обладателем Кубка России, а также победителем различных международный и российских соревнований.

### Статистика выступлений в чемпионатах и кубках России
| Сезон     | Клуб                     | Чемпионат | Чемпионат | Чемпионат | Чемпионат | Чемпионат | Кубок | Кубок | Кубок | Кубок | Кубок |
| Сезон     | Клуб                     | И         | М         | П         | О         | Ш         | И     | М     | П     | О     | Ш     |
| --------- | ------------------------ | --------- | --------- | --------- | --------- | --------- | ----- | ----- | ----- | ----- | ----- |
| 2001/2002 | Водник (Архангельск)     | 4         | 0         | 0         | 0         | 0         | 1     | 0     | 0     | 0     | 0     |
| 2002/2003 | Водник (Архангельск)     | 2         | 0         | 0         | 0         | 0         | 2     | 1     | 0     | 1     | 0     |
| 2003/2004 | Водник (Архангельск)     | 3         | 0         | 0         | 0         | 10        | 3     | 4     | 0     | 2     | 0     |
|           | Север (Северодвинск)     | 10        | 3         | 3         | 6         | 15        |       |       |       |       |       |
| 2004/2005 | Водник (Архангельск)     |           |           |           |           |           | 2     | 0     | 0     | 0     | 0     |
| 2005/2006 | Водник (Архангельск)     | 28        | 32        | 13        | 45        | 45        | 7     | 7     | 1     | 8     | 0     |
| 2006/2007 | Водник (Архангельск)     | 30        | 43        | 14        | 57        | 20        | 13    | 18    | 5     | 23    | 10    |
| 2007/2008 | Динамо (Москва)          | 26        | 14        | 6         | 20        | 5         | 11    | 19    | 8     | 27    | 10    |
| 2008/2009 | Динамо (Москва)          | 28        | 18        | 4         | 22        | 20        | 8     | 7     | 3     | 10    | 5     |
| 2009/2010 | Динамо (Москва)          | 33        | 30        | 15        | 45        | 30        | 9     | 9     | 0     | 9     | 0     |
| 2010/2011 | Динамо (Москва)          | 31        | 41        | 16        | 57        | 0         | 7     | 12    | 5     | 17    | 0     |
| 2011/2012 | Динамо (Москва)          | 29        | 15        | 10        | 25        | 20        | 9     | 9     | 2     | 11    | 0     |
| 2012/2013 | Водник (Архангельск)     | 27        | 18        | 5         | 23        | 70        | 7     | 6     | 1     | 7     | 10    |
| 2013/2014 | Динамо-Казань (Казань)   | 28        | 24        | 4         | 28        | 10        | 11    | 2     | 0     | 2     | 0     |
| 2014/2015 | СКА-Нефтяник (Хабаровск) | 31        | 25        | 10        | 35        | 70        | 10    | 7     | 2     | 9     | 0     |
| 2015/2016 | СКА-Нефтяник (Хабаровск) | 27        | 24        | 14        | 38        | 10        | 2     | 0     | 0     | 0     | 0     |
| 2016/2017 | СКА-Нефтяник (Хабаровск) | 33        | 27        | 13        | 40        | 10        | 5     | 2     | 0     | 2     | 0     |
| 2017/2018 | Сибсельмаш (Новосибирск) | 27        | 20        | 6         | 26        | 10        | 6     | 5     | 1     | 6     | 10    |
| 2018/2019 | Сибсельмаш (Новосибирск) | 27        | 9         | 6         | 15        | 10        | 6     | 7     | 1     | 8     | 0     |
| 2019/2020 | Волга (Ульяновск)        | 26        | 15        | 6         | 21        | 75        | 7     | 5     | 2     | 7     | 10    |
| 2020/2021 | Волга (Ульяновск)        | 26        | 11        | 5         | 16        | 10        | 8     | 4     | 1     | 5     | 10    |
| Всего     | 19 сезонов               | 476       | 369       | 150       | 519       | 440       | 134   | 123   | 32    | 155   | 65    |

### На начало сезона 2021/2022 забивал мячи в ворота 23 команд
```
 1.Волга               = 36 мячей 13.Родина            = 16
 2.Байкал-Энергия      = 30       14.Водник            = 15
 3.Уральский трубник   = 28       15.Енисей            = 13
 4-5.Сибсельмаш        = 26       16.Локомотив Ор.     = 11
 4-5.Старт             = 26       17.Саяны             =  8
 6.Кузбасс             = 25       18.Лесохимик         =  5
 7.Строитель С         = 23       19-20.Металлург Бр.  =  4
 8-9.Зоркий            = 20       19-20.СКА-Свердловск =  4
 8-9.Мурман            = 20       21.ХК Боровичи       =  3
10.Динамо М            = 19       22-23.БСК            =  1
11.СКА-Нефтяник        = 18       22-23.Маяк           =  1
12.Ак Барс-Динамо      = 17
```

### На начало сезона 2021/2022 количество мячей в играх
по 1 мячу забивал  в 142 играх
 
по 2 мяча забивал  в  60 играх
  
по 3 мяча забивал  в  17 играх
  
по 4 мяча забивал  в  10 играх
  
по 5 мячей забивал в   2 играх
  
по 6 мячей забивал в   1 игре
    
Свои 369 мячей забросил в 232 играх, в 244 играх мячей не забивал.

### В сборной России
| Сезон   | Игры | Мячи |
| ------- | ---- | ---- |
| 2006/07 | 1    | 0    |
| Всего   | 1    | 0    |

| 1 | Москва | 1 октября 2006 | Швеция | 9:4 | - | Товарищеский матч |

Итого: 1 матч / 0 мячей; 1 победа, 0 ничьих, 0 поражений.